# ملعب رمضان أوكيل
ملعب رمضان أوكيل هو ملعب كرة قدم مُتعدد الاستخدمات يقع قرب تالة علام ضمن مدينة تيزي وزو في ولاية تيزي وزو الواقعة في منطقة القبائل.

## التاريخ
شرع فريق شبيبة القبائل في استغلال «ملعب رمضان أوكيل» ابتداء من العام 1946م أثناء الاحتلال الفرنسي للجزائر، وكان حينها يدعى «الملعب البلدي لتيزي وزو» (بالفرنسية: Stade municipal de Tizi Ouzou)‏، ثم أعيدت تسميته «ملعب أرسان فاينمان» (بالفرنسية: Stade Arsène Weinman)‏ بعد ذلك.
وتمت إعادة تسمية هذا الملعب بعد استقلال الجزائر في 1962م ليحمل اسم الشهيد رمضان أوكيل الذي كان لاعب كرة قدم في صفوف نادي شبيبة القبائل في صنف الأواسط والاحتياط واستشهد أثناء ثورة التحرير الجزائرية.
«ملعب رمضان أوكيل» هو الملعب الذي استخدمه فريق شبيبة القبائل إلى غاية العام 1978م حينما تم تدشين ملعب أول نوفمبر 1954 (تيزي وزو).
وصار فريق «الجمعية الرياضية لتيزي وزو» (بالفرنسية: Association sportive de Tizi Ouzou)‏ يستغل «ملعب رمضان أوكيل» منذ العام 1978م.

### مواضيع ذات صلة
- الرياضة في الجزائر
- وزارة الشباب والرياضة الجزائرية
- مديرية الشباب والرياضة في ولاية تيزي وزو
- الاتحاد الدولي لكرة القدم
- الاتحادية الجزائرية لكرة القدم
- الرابطة الجزائرية المحترفة الأولى لكرة القدم
- شبيبة القبائل
- قائمة ملاعب كرة القدم في الجزائر
- المحطة البرية لبوخالفة
- محطة قطار بوخالفة
- محطة قطار تيزي وزو
- محطة قطار وادي عيسي

### فيديوهات
- مقابلة كروية في ملعب رمضان أوكيل على يوتيوب
- مقابلة كروية في ملعب رمضان أوكيل على يوتيوب

### وصلات خارجية
- (بالعربية) الموقع الرسمي للاتحادية الجزائرية لكرة القدم
- (بالفرنسية) الموقع الرسمي لمناصري شبيبة القبائل